# Cameron Jerome
Cameron Zihsan Jerome (ur. 14 sierpnia 1986 w Huddersfield) – grenadyjski piłkarz pochodzenia angielskiego, grający obecnie na pozycji napastnika w Derby County.

## Kariera klubowa

### Początki
Jerome urodził się w Huddersfield. Swoją karierę piłkarską zaczynał jako junior w tamtejszym Westen Juniors, następnie przeszedł do Huddersfield Town. Później zaczął występować w Grimsby Town. Swoją juniorską karierę zakończył w Sheffield Wednesday.

### Zawodowa kariera
1 lipca 2003 r. podpisał zawodowy kontrakt z Middlesbrough F.C. Występował tam przez rok jednak nie wystąpił w żadnym ligowym pojedynku. 1 lipca 2004 przeszedł do Cardiff City. Już w pierwszym sezonie tam spędzonym rozegrał 32 mecze, w których strzelił 7 goli. W sezonie 2005/06 z 20 bramkami na koncie był najlepszym strzelcem w swoim zespole. Po dwóch latach spędzonych w Cardiff, Jerome podpisał kontrakt z Birmingham City. Ten transfer przyniósł korzyść ekipie The Bluebirds, ponieważ za te pieniądze kupili takich zawodników jak Michael Chopra, Stephen McPhail czy Glenn Loovens.
31 maja 2006 Jerome przeszedł za kwotę 3 mln funtów do Birmingham City. Oprócz Blues zainteresowani kupnem Camerona byli także Sheffield United, West Bromwich Albion i Norwich City. Swojego pierwszego ligowego gola dla klubu zdobył 12 września 2006 w spotkaniu przeciwko Queens Park Rangers na stadionie Loftus Road.
30 sierpnia 2011 przeszedł do Stoke City.
2 września 2013 roku został wypożyczony do końca sezonu do Crystal Palace. Latem 2014 przeszedł do Norwich City. W styczniu 2018 r. przeszedł do Derby County F.C.

## Kariera reprezentacyjna
Jerome rozegrał 10 meczów dla reprezentacji Anglii U-21.